# 1701
Évszázadok: 17. század – 18. század – 19. század
Évtizedek: 1650-es évek – 1660-as évek – 1670-es évek – 1680-as évek – 1690-es évek – 1700-as évek – 1710-es évek – 1720-as évek – 1730-as évek – 1740-es évek – 1750-es évek
Évek: 1696 – 1697 – 1698 – 1699 –  1700 – 1701 – 1702 – 1703 – 1704 – 1705 – 1706

## Események
1701 a 18. század első éve.

### Határozott dátumú események
- január 18. – I. Frigyest Poroszország királyává koronázzák.[1]
- február 11. – II. Rákóczi Ferenc XIV. Lajos francia királynak írt titkos levelét François-Joseph Longueval átadja a bécsi udvarnak egy megrendezett letartóztatás révén.
- március 19. – Atanasie Anghel püspök esküt tesz I. Lipót császár előtt; a császár megerősíti a román görögkatolikus egyház jogait.[2]
- április 9. – A töröktől visszafoglalt területeken I. Lipót megtiltja a protestánsoknak vallásuk gyakorlását.
- április 18. – I. Lipót utasítására nagysárosi kastélyában letartóztatják II. Rákóczi Ferencet.[3]
- április 23. – Sarolta Amália hessen–wanfriedi hercegnő levélben kér segítséget férje, II. Rákóczi Ferenc kiszabadításához I. Frigyes porosz királytól, III. Vilmos angol királytól, Lothár Ferenc mainzi érsektől, valamint I. György hannoveri választófejedelemtől.
- május 29. – II. Rákóczi Ferencet a bécsújhelyi várbörtönbe zárják.
- július 19. – A Riga melletti ütközetben a svéd seregek királyuk XII. Károly vezetése alatt megverik az egyesült szász-lengyel hadakat.
- szeptember 7. – Hágában franciaellenes szövetséget köt Ausztria, Anglia és Hollandia.[3]
- november 7. – Megszökik bécsújhelyi börtönéből II. Rákóczi Ferenc, miután tudomására jut, hogy a császári udvar a magyar törvények mellőzésével akarja őt elítélni.[4]
- november 24. – I. Lipót elfogatóparancsot ad ki Rákóczi Ferenc ellen.

### Határozatlan dátumú események
- január – Anjou Fülöp herceg francia sereg élén bevonul Spanyolországba.[3]
- február – 
  - Franciaország és Ausztria között megkezdődik a spanyol örökösödési háború.[3]
  - Nagy Péter cár hozzálát az orosz hadsereg átszervezéséhez.
- az év folyamán –
  - Az Udvari Haditanács kezdeményezésére megkezdődik a szávai, dunai, tiszai és marosi határőrkerületek megszervezése, mindenütt szerb katonasággal, s ezeket – a magyar kormányzati szervek kikapcsolásával – közvetlenül a bécsi Haditanácsnak rendelik alá.[5]
  - Megalakul a sport- és védelmi célokat szolgáló egylet, a Pesti Polgári Lövészegyesület.[6]
  - Az angol parlament elfogadja az Act of Settlementet, ami hivatalosan is lefekteti a protestáns öröklést.[7]

## Születések
- március 1. – Johann Jakob Breitinger, svájci filológus és író († 1776)
- április 27. – Savoyai Károly Emánuel, szárd–piemonti király, Savoya és Piemont hercege († 1773)
- augusztus 8. – Rákóczi György, II. Rákóczi Ferenc és Hessen–Wanfriedi Sarolta Amália harmadik fia, Rákóczi József öccse († 1756)
- szeptember 22. – Anna Magdalena Bach, német énekesnő, Johann Sebastian Bach második felesége († 1760)
- november 27. – Anders Celsius, svéd természettudós († 1744)
- december 18. – Radvánszky László naplóíró, genealógus, teológus, országgyűlési követ († 1758)

## Halálozások
- május 23. – William Kidd skót, tengerész (* 1645)
- november 10. – Dévai János, jezsuita rendi tanár (* 1662)